# Asymmetricata ovalis
Asymmetricata ovalis is een keversoort uit de familie glimwormen (Lampyridae). De wetenschappelijke naam van de soort werd voor het eerst geldig gepubliceerd in 1831 door Hope als Lampyris ovalis.